# Kusín
Kusín es un municipio del distrito de Michalovce en la región de Košice, Eslovaquia, con una población estimada a final del año 2024 de 355 habitantes.
Se encuentra ubicado al noreste de la región, en la cuenca hidrográfica del río Bodrog (afluente derecho del Tisza) y cerca de la frontera con la región de Prešov, Ucrania y Hungría.

## Demografía
| Año        | 1994 | 2004    | 2014    | 2024    |
| ---------- | ---- | ------- | ------- | ------- |
| Población  | 362  | 363     | 338     | 355     |
| Diferencia |      | +0,27 % | −6,88 % | +5,02 % |

| Año        | 2023 | 2024    |
| ---------- | ---- | ------- |
| Población  | 364  | 355     |
| Diferencia |      | −2,47 % |